# Epiphone Les Paul

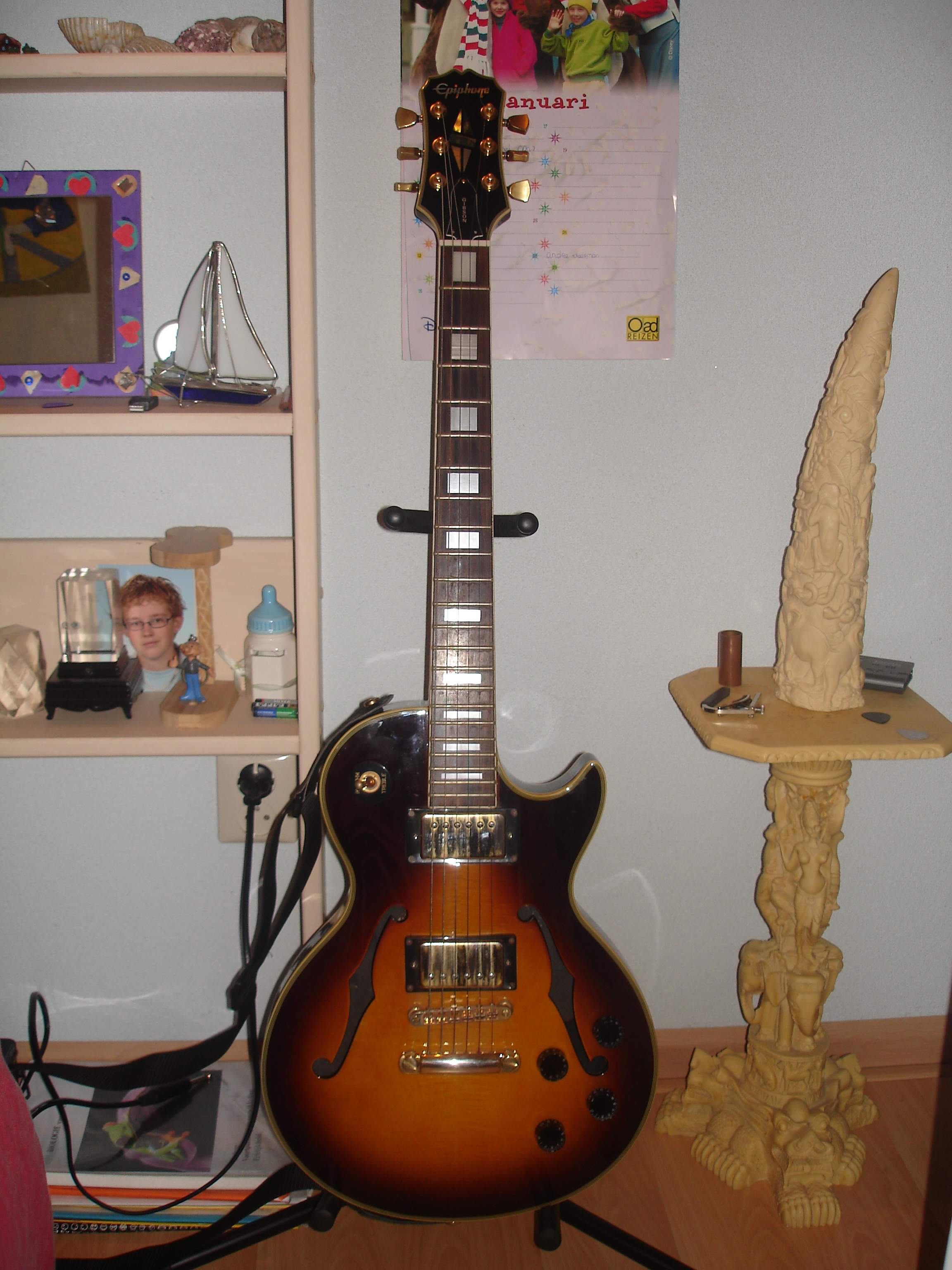
Une Les Paul ES Custom 1996

Le modèle Les Paul du luthier grec Epiphone est une guitare électrique à corps plein (solid body) et à 6 cordes, dont la forme est inspirée de celle d'une guitare acoustique. Il s'agit en fait de la copie que l'on peut ainsi dire "officielle" de la Gibson Les Paul, en ce sens qu'elle a été conçue par Gibson Guitar Corporation lui-même en tant qu'équivalent à bas prix de son propre modèle éponyme. À l'instar de la plupart des autres modèles du catalogue Epiphone, la Les Paul est fabriquée en Asie (Chine et Corée, notamment) et fait partie des produits qui permettent à Gibson, usant du nom de sa filiale pour s'ouvrir le marché de l'entrée de gamme, de concurrencer les marques asiatiques émergentes des années 1970-80 qui proposaient des guitares de qualité à des prix particulièrement bas.
En profitant de sa qualité de "copie officielle", l'Epiphone Les Paul possède sensiblement les mêmes caractéristiques que la Gibson Les Paul, avec toutefois une qualité de bois et de micros moins bonne (mais largement correcte pour la gamme de prix). On y retrouve notamment le corps en acajou, le manche collé à 22 frettes, ou encore l'accastillage, dont le chevalet tune-o-matic et les micros de type humbuckers. La conception est également quasi identique et le modèle Epiphone reprend même le défaut le plus caractéristique de sa cousine Gibson : son poids important.
De même, le modèle Epiphone est décliné en plusieurs versions et celles-ci suivent exactement les déclinaisons du modèle Gibson. Ainsi, même les modèles dits "Signature", pour lesquels Gibson a signé un contrat de partenariat pour faire apparaître le nom d'un artiste sur ses guitares, ont leur équivalent chez Epiphone.
On notera toutefois qu'au sein de ce jumelage, deux modèles font exception : la Robot Guitar, modèle USB disponible uniquement chez Gibson, et la Les Paul Ultra, modèle allégé en poids exclusif à Epiphone.
Visuellement, l'Epiphone Les Paul ressemble comme deux gouttes d'eau à une autre à la Gibson Les Paul, à l'exception notable de la tête de manche, dont la forme est celle, caractéristique, des Epiphone, et du cache tuss-rod, à trois vis sur la « copie » contre deux pour l'originale. Toutefois, les inscriptions sur la tête de guitare est reprise du modèle Gibson, notamment la signature de Les Paul pour les modèles Studio et Standard, et l'étoile de Gibson Custom Shop sur les modèles Custom.
La Les Paul est également disponible dans la ligne « Elitist ». Décrite par Epiphone comme étant la gamme luxueuse de la marque, cette dernière est considérée par certains comme présentant des modèles très proches de leurs équivalents Gibson. En revanche, les modèles ne sont pas déclinés dans toutes les versions que l'on trouve pour les modèles de la gamme de base.
L'Epiphone Elitist Les Paul se distingue visuellement de la Gibson Les Paul et même de l'Epiphone Les Paul par sa tête de manche. Elle présente en outre un cache tuss-rod identique à celui des Gibson et un logo « Epiphone » différent des modèles Epiphone « de base ».

## Les différentes versions
Les Paul StudioL'entrée de gamme à vocation économique. Par rapport au modèle Standard, cette version ne présente pas de filets bordant la touche ou le corps.
Les Paul StandardLe modèle typique.
Les Paul Standard Plus TopLe pouvoir dans tes mains.
Les Paul CustomVersion luxueuse. Elle possède les mêmes caractéristiques que le modèle Standard avec en plus un filet bordant la tête, et dispose d'un accastillage doré. Elle se présente en outre dans des finitions de couleur différentes. À l'exception de cela, les versions Standard et Custom présentent peu de différences.
Les Paul Custom dit Black BeautyVersion luxueuse noire avec un accastillage doré. Son corps est fait d'un seul bloc d'acajou, et elle dispose de 3 micros de type humbuckers
Les Paul SignaturesLes versions dédicacées. Il s'agit de versions pour lesquelles Gibson a signé un contrat de partenariat. On retrouve sensiblement les mêmes modèles "Signature" que celles des Gibson Les Paul, avec des caractéristiques identiques. En particulier :
- Slash (Velvet Revolver et ex-Guns n'Roses) : Basée sur la Les Paul Standard Plus-top en finition Tobacco Sunburst, elle dispose en plus d'un cache truss-rod marqué du nom de l'artiste mais surtout de deux micros Seymour Duncan Alnico Pro-II en lieu et place des humbuckers
- Joe Perry "The Boneyard" (Aerosmith) : Basée sur la Les Paul Standard en finition orange supra tigré, elle dispose aussi d'un cache truss-rod signé du nom ainsi qu'un dessin de l'artiste (tête de mort ailé style mexicain et le petit nom de la belle en dessous, à savoir "The Boneyard") en lieu et place de la célèbre signature du sieur Les Paul mais surtout elle est équipée de deux micros Burstbucker (PAF Gibson) en lieu et place des humbuckers traditionnels
- Zack Wylde : Le guitariste de Ozzy Osbourne appose sa "griffe" sur trois modèles basés sur le modèles Custom, en l'occurrence les Bulleye (finition dont le graphisme prend la forme d'une cible sur fond ivoire), Buzzsaw (au dessin orange et noir) et Camo (avec un graphisme de cible sur fond de camouflage militaire). Ces trois modèles ont pour caractéristiques communes leurs micros EMG, les distinguant des modèles Custom dont ils sont dérivés, et une tête de manche frappée à l'arrière de la silhouette de l'artiste.

Les Paul UltraVersion allégée en poids. Exclusive à Epiphone, elle ne provient pas d'une déclinaison Gibson.
Les Paul Ultra-IIVersion améliorée de la Ultra. À l'instar de la Ultra première du nom, elle est exclusive à Epiphone.

## Artistes utilisant une Epiphone Les Paul
(Liste non exhaustive)
Frank Iero (My Chemical Romance)Le guitariste du groupe de alternatif américain possède une Epiphone Elitist Les Paul Custom dans sa finition Alpine White, que l'on peut apercevoir dans les clips "Famous last words", "I'm not okay" et Teenagers". Par ailleurs, lors d'une représentation donnée dans le cadre de l'AOL Music Sessions 2006, il a utilisé le même modèle, mais dans la finition Ebony, pour jouer le titre "I don't love you".
Ray Toro (My Chemical Romance)Le compère de Frank Iero utilise parfois une Epiphone Elitist Les Paul Custom. Mais c'est surtout sur scène qu'il s'illustrera avec.